# Paepalanthus maculatus
Paepalanthus maculatus är en gräsväxtart som beskrevs av Silveira. Paepalanthus maculatus ingår i släktet Paepalanthus och familjen Eriocaulaceae. Inga underarter finns listade i Catalogue of Life.